# Sander Navarro
Sander Andrés Navarro de la Cruz (Santa Marta, Magdalena; 22 de julio de 2003) es un futbolista colombiano. Juega como lateral en Millonarios de la Categoría Primera A de Colombia.

## Carrera en clubes

### Millonarios

#### Llegada y asentamiento al profesionalismo (2023-24)
Tras pasar cerca de dos años compitiendo en las inferiores de Millonarios; finalmente el 14 de julio de 2023 recibe su primera convocatoria por el primer equipo para disputar un partido al día siguiente ante el Deportivo Pasto por la primera fecha del Torneo Finalización 2023; partido en el cual hace su debut como profesional al ingresar desde el banco, sustituyendo a Ricardo Rosales al minuto 71’ de juego.
Para ese segundo semestre de 2023 logra tener gran regularidad, jugando varios partidos —principalmente en dicho Torneo Finalización 2023, en su fase general; y en Copa Colombia 2023—, muchos de ellos como inicialista; desplegando notables aptitudes defensivas y ofensivas.
Para el primer semestre de la temporada 2024 ve más disputada la posición debido a la contratación y óptimo rendimiento del venezolano Delvin Alfonzo; aunque aun así suma bastantes minutos, siendo tenido en cuenta activamente por el entonces técnico Alberto Gamero.

## Estadísticas

### Clubes
Actualizado al último partido jugado el 8 de mayo de 2024.
| Club                   | Div.          | Temporada     | Liga  | Liga  | Liga   | Copas nacionales | Copas nacionales | Copas nacionales | Copas internacionales | Copas internacionales | Copas internacionales | Total | Total | Total  | Media Goleadora |
| Club                   | Div.          | Temporada     | Part. | Goles | Asist. | Part.            | Goles            | Asist.           | Part.                 | Goles                 | Asist.                | Part. | Goles | Asist. | Media Goleadora |
| ---------------------- | ------------- | ------------- | ----- | ----- | ------ | ---------------- | ---------------- | ---------------- | --------------------- | --------------------- | --------------------- | ----- | ----- | ------ | --------------- |
| Millonarios · Colombia | 1.ª           | 2023          | 14    | -     | -      | 5                | -                | -                | -                     | -                     | -                     | 19    | -     | -      | -               |
| Millonarios · Colombia | 1.ª           | 2024          | 12    | -     | -      | -                | -                | -                | 2                     | -                     | -                     | 14    | -     | -      | -               |
| Millonarios · Colombia | Total club    | Total club    | 26    | -     | -      | 5                | -                | -                | 2                     | -                     | -                     | 33    | -     | -      | -               |
| Total carrera          | Total carrera | Total carrera | 26    | -     | -      | 5                | -                | -                | 2                     | -                     | -                     | 33    | -     | -      | -               |
|                        |               |               |       |       |        |                  |                  |                  |                       |                       |                       |       |       |        |                 |